# 수운잡방
《수운잡방》(需雲雜方)은 조선 초기 1540년 무렵 탁청공 김유가 저술한 요리책이다. 2012년 5월 14일 경상북도의 유형문화재 제435호로 지정되었다가 2021년 8월 24일 국가 보물로 지정되었다.
제목에서 수운(需雲)은 격조를 지닌 음식문화를 뜻하며, 잡방(雜方)은 여러 가지 방법을 뜻한다. 즉 풍류를 아는 사람들에게 걸맞은 요리를 만드는 방법을 의미한다. 상하권 두 권에 술빚기 등 경상북도 안동 지방의 121가지 음식의 조리법을 담고 있다. 《수운잡방》은 표지를 비롯하여, 25매의 한자의 필사본으로, 하권은 김유의 후손이 덧붙인 것으로 알려진다. 이 책은 조선전기의 식생활을 알려주는 중요한 문서로 평가된다.

## 내용과 구성
이 책에는 총 121가지의 조리법이 설명되어 있다. 앞 부분은 김유가 저술한 것으로 보이며, 뒤 초서 부분은 후대에 덧붙여 쓴 것으로 추정된다. 그에 따라 상편과 하편으로 나누어 기술된 조리법을 나열하면 다음과 같다.

### 상편
- 술

삼해주, 삼오주, 2가지 벽향주, 만전향주, 두강주, 벽향주, 칠두주, 2가지 소곡주, 감향주, 백자주, 호도주, 상실주, 하일약주, 또 다른 하일약주, 삼일주, 하일청주, 3가지 하일점주, 진맥소주, 녹파주, 일일주, 도인주, 백화주, 유하주, 이화주조국법, 2가지의 이화주, 오두주, 함향주, 백출주, 정향주, 십일주, 동양주, 보경가주, 동하주, 남경주, 진상주, 별주
- 식초 및 장

고리 만드는 법, 고리초 만드는 법, 사절초, 또 다른 병정초, 창포초, 목통초, 2가지 즙저, 즙장만들기
- 김치

청교침재법, 침백채, 고운대김치, 침동아구장법, 2가지 과저, 수과저, 노과저, 치저, 납조저
- 파종 및 저장법

생가지 저장, 오이씨심기, 생각심기, 머위심기, 참외씨심기, 연금심기, 어식해법, 배 저장, 무김치, 파김치, 동치미
- 정과 및 다식

동아정과, 두부만들기, 타락, 엿만들기, 3가지 조장법, 청근장, 기화장, 전시, 봉리군전시방, 더덕좌반, 육면, 수장법. 짜장면

### 하편
가. 주류
삼오주, 또다른 삼오주, 오정주, 송엽주, 포도주, 애주, 황곡화주, 건주법, 지황주, 예주, 황금주, 세신주, 아황주, 도화주, 경장주, 칠두오승주, 오두오승주, 백화주

나. 비주류
향료방, 전약법, 생강정과, 장육법, 습면법, 모점이법, 서여탕법, 전어탕법, 전계아법, 향과저, 겨울나는갓김치, 분탕, 심하탕, 황탕, 삼색어아탕, 조곡법, 전곽법, 다식법.

## 문화재 지정사유
안동 광산김씨 설월당 종가에 소장되어 있는 이 책은 조선전기 안동 일대 양반가의 음식문화를 보여주는 우리나라의 대표적 한문 필사본 조리서이며, 총 24장으로 구성되어 있다. 상편(17장)은 행서로 쓰여 있으며 ‘濯淸公遺墨’(탁청공유묵)이라 기재되어 있고, 하편(7장)은 초서로 작성되어 있으며 ‘溪巖先祖遺墨’(계암선조유묵)이라 적혀 있다. 탁청공 김유(濯淸公 金綏)에 의해 집필이 시작된 후, 그의 손자인 계암 김령(溪巖 金.)에 의해 뒷부분이 보완되어 현재의 형태로 완성되었을 것으로 추정된다. 상편에 86가지, 하편에 35가지 총 121가지의 음식조리와 가공법이 기록되어 있다.
《음식디미방》보다 연대가 앞서며, 재료의 사용에서 가공법에 이르기까지 구체적으로 상세히 기록하고 있어 안동을 중심으로 한 조선전기 양반가의 식생활 모습을 정확하게 알려주고 있다는 점에서 자료적 가치가 매우 크다. 하지만, 24장으로 구성된 간략한 책으로서 序文과 跋文이 없고 정확한 저술동기와 연대를 파악하기 어렵다는 점에서 국가지정문화재(보물)로 지정하기에는 미흡하다고 판단되므로 유형문화재로 지정한다.

## 같이 보기
- 음식디미방
- 도문대작
- 시의전서
- 증보산림경제
- 규합총서
- 시의방

## 참고 자료
- 수운잡방 분석 (출처:광산김씨 대종회, 글:김용직, 서울대 명예교수)
- 수운잡방 소개와 음식 목록 및 재현에 관한 상세한 정보[깨진 링크(과거 내용 찾기)] (출처:안동문화 콘텐츠)
- 간략한 수운잡방 소개 (출처:디지털 우리 술문화)
- 수운잡방의 간략한 소개와 안동 군자마을의 추석 소개 (출처:답사)
- 수운잡방 영상으로 보기[깨진 링크(과거 내용 찾기)] (출처:안동 인터넷 방송)
- 조선시대 조리서 정보 (출처:조선시대 식문화 원형)